# 马丁文章事件
「马丁文章事件」即「马丁事件」是指1985年11月2日，《工人日报》的“社会之声”栏目，发表了一篇题为《当代我国经济学研究的十大转变》的文章，署名“马丁”。由于在报道过程中的曲解其意、断章取义，引起惊动朝野的波澜。

## 马丁其人
“马丁”的本名宋龙祥，是南京大学哲学系青年讲师。1957年生于江苏盐城农村。高中毕业后曾在家务农，当过会计、民兵大队长。1977年恢复高考后，考入南京大学，研究生毕业后留校任教。此事爆发后，宋龙祥受到冲击。

## 事件过程
1985年11月2日，《工人日报》的“社会之声”栏目，发表了一篇署名马丁的文章《当代我国经济学研究的十大转变》。其主要内容包括有：
|  | 1. 从批判经济学转向建设经济学。 2. 从对经济政策的理论阐释转向科学分析。 3. 从对当代西方经济学的排斥、否定转向分析借鉴。 4. 从生产关系的研究转向生产力以及生产力和生产关系相互作用机制的研究。 5. 从经济关系的一般研究转向经济运行机制的具体研究。 6. 从经济的定性分析转向定量分析。 7. 从理论经济学转向应用经济学。 8. 从微观经济转向宏观经济、从短期规划转向长期战略的研究。 9. 从孤立的单向度的经济学研究转向综合的多学科的社会经济研究。 10. 从线型知识结构转向复合型知识结构。 |

12月11日，日本时事通讯社从北京发出电讯，称“马丁先生在这篇文章中倡议：为了适应中国改革所面临的任务，要明确提出《资本论》等马克思著作已失去有效性，并大胆采用凯恩斯等西方现代经济学的成果”，“高度评价了”西方近代经济学的“实用性、合理性、科学性”，“具有重要的理论价值”。之后被《朝日新闻》和《读卖新闻》采用发表。
12月19日，纽约出版的中文报纸《中报》发表了题为《扬弃学术功利主义——论中国对经济学研究应有的态度》的社论，指责马丁认为《资本论》已失去“有效性”和主张“大胆引进”凯恩斯理论。
1986年1月25日，出版的《红旗》杂志内刊《理论交流》，以“纽约《中报》论我国的经济学研究”为题，转发了《中报》的社论，新华社的《参考资料》也予以转发。 
2月21日，新华社专供中央领导参阅的《国内动态清样》第380期，以《纽约<中报>批评我国某些经济学家“食洋不化”，认为马克思的经济学说有强大的生命力》为题，报道了《中报》的社论。 
时任中央书记处书记的邓力群对《工人日报》发表马丁文章提出了批评，说这是“高层次的精神污染”，是“典型的资产阶级自由化”。
《工人日报》坚信马文无错，白纸黑字，没有《资本论》“失去有效性”的字眼，没有否定《资本论》，又何来所谓“精神污染”和“自由化”？《北京周报》和《新华文摘》则要求新华社澄清事实，作出纠正。3月13日，又给主管部门中宣部外宣局呈上报告，要求新华社就此作出说明。
3月14日，主管《新华文摘》的人民出版社也给中宣部写了报告，说：马丁的《当代我国经济学研究的十大转变》是对经济体制改革以来我国经济学研究状况和发展趋势的概括，是和实际情况基本符合的。文中的观点和对一些问题的分析，从总体上来看，也是比较中肯的，并不存在如纽约《中报》所批评的这类问题。根本没有《资本论》“已失去了有效性”这样的话。而就一些具体的经济问题在《资本论》中找不到现成答案与《资本论》已失去了有效性是两个完全不同的概念。
马丁对西方经济学的观点是：
1. 从本质上来说仍旧是庸俗的和非科学的；
2. 但它还有合理的和有价值的成分；
3. 对一些有价值的研究成果应采取科学地批判、分析、借鉴的态度。

原文中根本没有“大胆引进”凯恩斯理论，“为中国经济发展提供现成答案”这种提法，《中报》的批评越出了马丁的范围。《中报》只用了“据报道”三字就据此发表议论，进行批评和指摘，而新华社摘发时在编者按中却说，纽约《中报》的社论是根据英文《北京周报》的介绍写的，显然是失实了。3月21日，出版的《国内动态清样》（第624期），以“日本报纸报道《北京周报》的文章有歪曲，纽约《中报》对马丁的批评不科学”为题发了消息，对《国内动态清样》第380期的报道予以纠正。 
3月22日，中宣部以理论局的名义举行了30多人参加的座谈会。新华社国内部副主任喻权域在会上对未认真核对作了自我批评，“马丁事件”尘埃落定。4月1日，上海《社会报》发表题为“学术要自由，探索要大胆——‘马丁事件’引起我国理论界关注——人们再也不允许破坏学术生态环境的怪现象继续存在下去”的文章。4月7日，《世界经济导报》重新刊登了马丁文章的全文，并转载了《中报》的社论以及日本《读卖新闻》的报道。 紧接着，《文汇报》《经济学周刊》《长江日报》《新华日报》纷纷发表有关“马丁事件”的评论文章。

### 书籍
- 《中國改革年代的政治鬥爭》，香港2004年11月版，Excellent Culture Press，ISBN 962-675-803-1，天地圖書有限公司2010年12月修訂版，ISBN 978-988-219-355-0